# Aeroporto di Sétif-8 maggio 1945
L'aeroporto di Sétif-8 maggio 1945 (in arabo مطار سطيف - 8 ماي 1945‎?; in francese Aéroport de Sétif - 8 Mai 1945) è un aeroporto algerino che serve la città di Sétif, capoluogo della provincia omonima.
L'aeroporto è anche una base militare, in quanto ospita il 9º Reggimento Elicotteri d'Addestramento (9e RHE) dell'Aeronautica Militare Algerina, nonché un centro di addestramento della fanteria e il 4º Reggimento Commando Paracadutisti (4e RPC) delle esercito algerino.

## Storia
Fu aperto nel 1919.
Dopo l'indipendenza algerina, il terreno è stato denominato "8 maggio 1945" in riferimento ai massacri di Sétif, Guelma e Kherrata avvenuti in quella data.
L'aeroporto di Sétif è stato un aeroporto militare dall'indipendenza fino al 1993.